# Boroneddu
Boroneddu (sardinsky: Boronèddu) je italská obec (comune) v provincii Oristano v regionu Sardinie. Nachází se ve výšce 206 metrů nad mořem a má 150 obyvatel. Rozloha obce je 4,59 km².